# Kabinet-Hohenlohe-Schillingsfürst
Dit artikel geeft een overzicht van het kabinet onder Chlodwig zu Hohenlohe-Schillingsfürst (29 oktober 1894 - 15 oktober 1900) in het Duitse Keizerrijk onder keizer Wilhelm II.
| Functie            | Persoon                               | Van        | Tot        |
| ------------------ | ------------------------------------- | ---------- | ---------- |
| Rijkskanselier     | Chlodwig zu Hohenlohe-Schillingsfürst | 29-10-1894 | 15-10-1900 |
| Buitenlandse Zaken | Adolf Marschall von Bieberstein       | 29-10-1894 | 19-10-1897 |
| Buitenlandse Zaken | Bernhard von Bülow                    | 20-10-1897 | 17-10-1900 |
| Binnenlandse Zaken | Karl Heinrich von Bötticher           | 29-10-1894 | 1-7-1897   |
| Binnenlandse Zaken | Arthur von Posadowsky-Wehner          | 1-7-1897   | 17-10-1900 |
| Financiën          | Arthur von Posadowsky-Wehner          | 29-10-1894 | 1-7-1897   |
| Financiën          | Franz Guido von Thielmann             | 1-7-1897   | 17-10-1900 |
| Justitie           | Rudolf Arnold Niederding              | 11-7-1893  | 17-10-1900 |
| Marine             | Fritz von Hollmann                    | 29-10-1894 | 18-6-1897  |
| Marine             | Alfred von Tirpitz                    | 18-6-1897  | 17-10-1900 |
| Post               | Heinrich von Stephan                  | 29-10-1894 | 8-4-1897   |
| Post               | Viktor von Podbielski                 | 1-7-1897   | 17-10-1900 |
| Koloniën           | Paul Kayser                           | 29-10-1894 | 15-10-1896 |
| Koloniën           | Oswald von Richtenhofen               | 15-10-1896 | 31-3-1898  |
| Koloniën           | Gerhard von Buchka                    | 31-3-1898  | 12-6-1900  |
| Koloniën           | Oscar Wilhelm Stübel                  | 12-6-1900  | 17-10-1900 |